# Gomez (rockband)

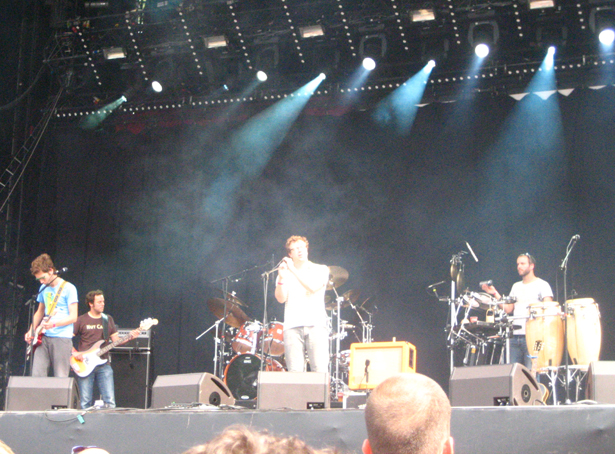
Gomez in 2006

Gomez is een Britse indierockband uit Southport. Met hun eerste album, Bring It On, wonnen ze de Mercury Music Prize in 1998. In 2000 en 2002 stonden zij op Pinkpop.

## Discografie

### Albums
- Bring It On 1998
- Liquid Skin 1999
- Abandoned Shopping Trolley Hotline 2000
- In Our Gun 2002
- Split the Difference 2004
- Out West 2005
- How We Operate 2006
- Five Men in a Hut 2006
- A new tide 2009